# Balantes
Cet article concerne le peuple balante. Pour la langue balante, voir Balante.
Les Balantes sont un peuple d'Afrique de l'Ouest surtout présent en Guinée-Bissau, mais également au Sénégal (particulièrement en Casamance) et en Gambie.

## Ethnonymie
Selon les sources, on observe de multiples variantes : Alante, Balanda, Balanga, Balanta-Brassa, Balanta, Balantes, Balanti, Balant, Balente, Belante, Bolenta, Brasa, Brassa, Bulanda, Bulante, Frase.
L'ethnonyme Balante vient de i balanta, ce qui signifie « ils ont refusé ». Au début du XVIe siècle ils avaient en effet refusé de suivre le roi Koli Tenguella lors de sa remontée vers le Fouta-Toro.

## Langues
Leur langue est le balante, une langue bak qui fait partie des langues nigéro-congolaises. 
- Le balante-ganja[3] est parlé dans le sud-ouest du Sénégal où il est l'une des langues officielles, mais le mandingue est également utilisé. Le nombre de locuteurs était d'environ 82 800 en 2006.
- Le balante-kentohe[4] est parlé en Guinée-Bissau – où le créole de Guinée-Bissau est également pratiqué – ainsi qu'en Gambie. On a dénombré 397 000 locuteurs en 2006.

## Distribution géographique
Avec 343 000 Balantes, cette ethnie est la plus nombreuse de Guinée-Bissau (2014 J. Leclerc). Peuple côtier, dont la vie économique, socio-culturelle et sacrée tourne autour de la riziculture, ils sont également éleveurs bovins et porcins.
Le peuple balante du Sénégal occupe principalement la zone appelée moyenne Casamance jusqu'à la frontière (Guinée-Bissau), ce qui témoigne de leur appartenance pour la plupart à ce pays. Ils sont surtout présents dans la zone forestière et près de la côte.
Selon le recensement de 1988 au Sénégal, le nombre de Balantes y était de 54 398, sur une population totale estimée à 6 773 417 habitants, soit 0,8 %.

## Histoire
Le 9 janvier 1859, un traité est signé entre la France et les chefs de Cougnaro et Souna pour la cession à la France du littoral balante.
Les jeunes Balantes ont apporté une contribution considérable à la lutte pour l'indépendance de Guinée-Bissau. Une certaine rancœur subsiste, du fait de l'impression (réelle ou infondée), de ne pas avoir été suffisamment pris en compte dans les organes de décision depuis l'indépendance en 1974.

## Culture
Les Balantes, à l'image des Diolas, organisaient des cérémonies de circoncision jusque vers 1950-1958.

## Religion
Le peuple balante, comme bon nombre de Casamançais, est partagé entre le catholicisme, l'islam et la religion traditionnelle, surtout dans la zone frontalière. 
En Guinée-Bissau, la majorité des Balantes pratique une religion traditionnelle. La société balante n'a pas, contrairement à certaines ethnies « cousines »  (Pepels, Manjacks et Mankagnes) de chef : les pouvoirs politiques, religieux, etc. sont répartis entre différentes classes qui choisissent leur représentant…
Ce peuple est constitué de cultivateurs planteurs, la cohabitation avec les premiers missionnaires évangélisateurs a permis à cette ethnie d'envoyer ses enfants à l'école française pour s'instruire.

## Patronymes
En raison de la colonisation portugaise, les patronymes ont souvent une consonance portugaise, par exemple Lopes, Marques, Pereira et Vieira. Autres: Sadio, Yalla, Diatta, Mansal, Mané.

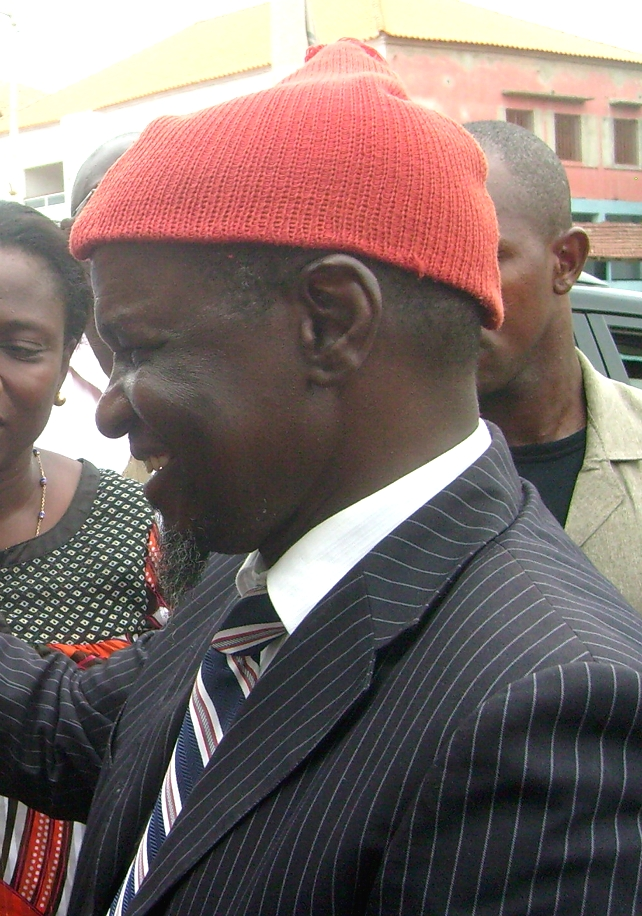
Kumba Ialá en campagne en 2009

## Personnalités
L'ancien président bissau-guinéen Kumba Yala est d'origine balante, ainsi que la plupart des officiers de l'armée bissau-guinéenne.